# Volume-variedade
O efeito volume-variedade é um conceito muito utilizado por engenheiros e administradores na área de Produção. Está relacionado com os tipos de produção de uma fábrica, que variam significativamente de acordo com suas características de volume e variedade.
As operações de produção podem variar desde produzir volumes muito elevado de produtos ou serviços, com baixa variedade (como é o caso por exemplo, das indústrias alimentícias ou do serviço de transportes metroviários) até volumes muito baixos com variedade elevada (como exemplo dos móveis artesanais, da alta costura ou da construção naval). Esta relação é sempre inversamente proporcional, quando volume alto, variedade baixa e vice-versa.
Operações produtivas diferentes têm diferentes estratégias de abordagem do efeito volume-variedade. É possível que uma determinada empresa tenha diferentes tipos de produção simultaneamente, como por exemplo as indústrias de confecções. Estas podem ter departamentos que trabalham com pouca variedade e alto volume, produzindo calças em larga escala, e departamentos de maior variedade e menor volume, produzindo peças customizadas, sofisticadas e originais ou simplesmente, que não tem demanda tão elevada, como por exemplo jaquetas, saias, vestidos, sobretudos, entre outros produtos.
Outro exemplo claro desta diferenciação é o dos serviços médicos. Campanhas de vacinação são consideradas de muito volume e pouca variedade, porém cirurgias plásticas ou transplantes são considerados de variedade elevada e volume baixo, visto que cada caso é abordado particularmente e de acordo com a necessidade do paciente. Estas diferenças existem para provar que não existe uma forma mais adequada para todas as operações e ocasiões.

## Influência em diferentes aspectos de produtos e serviços
O posicionamento que um determinado produto adota, em relação ao volume e variedade, influencia diretamente alguns aspectos do produto, como por exemplo a qualidade, a rapidez, a confiabilidade, a flexibilidade e o custo.
Em relação à qualidade, quanto maior a variedade e menor o volume do produto, maiores são as especificações do mesmo, que é feito sob medida para atender os atributos exigidos pelo cliente. Com a queda da posição no esquema volume-variedade, encontra-se uma conformidade no produto, não se tem mais customização, embora haja uma variedade maior de produtos à escolha do cliente, este não pode pedi-lo de acordo com seu gosto. Já na menor posição, o cliente não tem direito algum de opinar na produção, o produto já está padronizado e ou ele o aceita como é ou fica sem ele.
No quesito rapidez, a diferença vai desde a negociação de uma data para entrega do produto que será customizado, até o fornecimento instantâneo, quando se trata de menor variedade e maior volume.
Confiabilidade significa honrar com o combinado, no caso de prazos para entrega. Em operações de menor variedade, confiabilidade é simplesmente a disponibilidade do produto, pois se trata de um fornecimento contínuo.
Flexibilidade refere-se à possibilidade de o cliente interferir no produto, de o mesmo ser feito com base nas exigências do cliente, no caso de alta variedade e baixo volume, no caso oposto a flexibilidade inexiste.
Todas essas vantagens e esses privilégios de se ter um produto com as suas vontades custam caro, e é essa a diferença referente a custo. Produtos customizados são mais dispendiosos que os demais, que tem preços constantes ou muito similares.

## Diferenças nas atividades de projeto
A posição volume-variedade também influencia os aspectos das atividades de cada projeto. No caso de produtos com pouca padronização, os detalhes variam em cada trabalho, a tecnologia utilizada se adapta em diferentes trabalhos, e a característica mais importante é a habilidade do profissional, que é altamente valorizada.
Em casos de produtos com muito volume e pouca variedade, a tecnologia utilizada é especifica para aquela atividade, não tem serventia em outra coisa e a habilidade individual não interfere diretamente no processo.

## Tipos de processos em manufatura

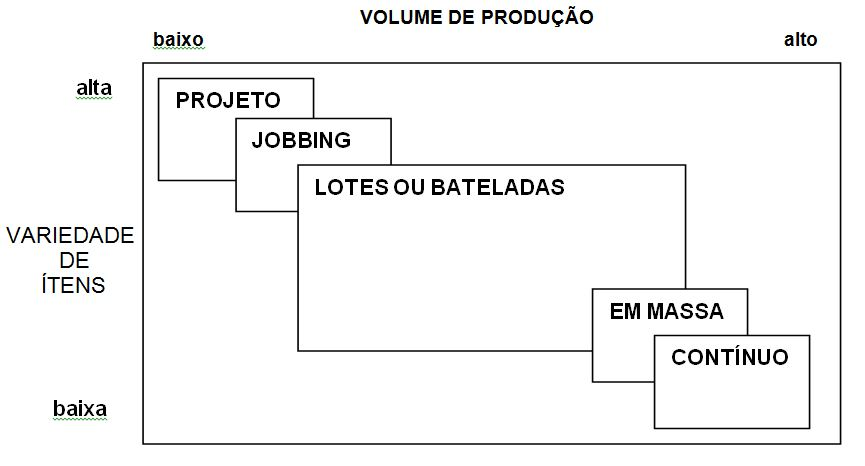
Volume - Variedade

De acordo com as características já mencionadas, definem-se os diferentes tipos de processos:
- Projeto – são os processos de manufatura com maior variedade e menor volume. São os mais customizados possíveis, consequentemente, com períodos de produção mais longos. Como exemplo pode-se citar a construção naval e a produção cinematográfica.
- Jobbing ou Job Shop – é o tipo de processo abaixo do Projeto, também são altamente customizados, porém cada produto compartilha os recursos das operações com outros produtos. A variedade é grande e o volume pode ser também, como no caso das gráficas, que produzem um tipo de material em grande número.
- Lote – no caso dos lotes, cada vez que um produto é feito, vários outros são feitos ao mesmo tempo, dependendo do tamanho deste lote, que pode variar bastante. Neste tipo de processo encontra-se uma mescla de características de maior variedade e menor volume e vice-versa, pois existe a possibilidade de cada lote produzir tipos de produtos diferentes ou somente um tipo de produto, em um processo relativamente repetitivo. Como exemplo de lotes, podemos citar os alimentos congelados, a produção da maioria das roupas e sapatos e móveis comuns.
- Massa – é o processo que produz bens em larga escala e com pequena variedade, geralmente em linhas de montagem. Embora exista um pouco de variação de características de acabamento, o componente básico é similar. É o exemplo das montadoras de carros, televisores, geladeiras, entre outras.
- Contínuo – refere-se aos processos de produção ininterruptos e inflexíveis, como por exemplo a instalação de eletricidade e a produção de café.

## Tipos de processos em operações de serviços
Como nos processos de manufatura, as operações de serviços também têm classificação quanto ao volume e variedade.
Serviços profissionais – podem ser definidos como serviços de fácil adaptação para atender as vontades dos clientes e também mantém um alto grau de contato entre ambos. Por ser um serviço prestado à seus consumidores, baseia-se na qualidade dos seu colaborador, com ênfase no processo, além de lidar com altos níveis de customização.
Ex: arquitetos, cirurgiões, consumidores de gestão, advogados, auditores, entre outros.
Serviços de massa – lida com diferentes tipos de clientes, baseando-se primeiramente nos equipamentos utilizados e com ênfase no produto, por ser um serviço fornecido. Seus trabalhadores geralmente não são especializados, realizando tarefas pré definidas e com rotinas estabelecidas. Caracteriza-se como um serviço padronizado, com baixo grau de customização, assim gerando um tempo limitado de contato com seus clientes; apesar de conseguirem os aconselhar em relação as suas decisões, não podem criar algo especifico para os mesmos.
Ex: livrarias, supermercados, aeroportos, emissoras de televisão, policia, serviço publico, entre outros.
Lojas de serviço – considerado como uma combinação dos dois últimos apresentados, com as seguintes características: um volume de clientes já definido e níveis de contato com eles, um certo grau de customização e autonomia dos envolvidos no processo de atendimento e prestação de serviço. Com ênfase tanto nos produtos quanto nos processos, envolvendo todo o pessoal e equipamentos.
Ex: bancos, lojas, restaurantes, escolas, hotéis, entre outros.